# Markvartický rybník
Markvartický rybník někdy nazývaný též Markvart je velký rybník o rozloze vodní plochy cca 8,86 ha nacházející se na Panenském potoce u vesnice Markvartice, místní části města Jablonné v Podještědí v okrese Liberec.
V srpnu 2010, v důsledku povodní, které katastroficky zasáhly Liberecký kraj, došlo k vážnému narušení hráze, které vedlo až k jejímu protržení. Následkem toho došlo k zatopení velké části Markvartic, Jablonného v Podještědí a přilehlého katastrálního území. Vzniklé škody šly do desítek milionů korun. Následně byla v letech 2013–2014 provedena revitalizace rybníka  včetně opravy hráze a jeho odbahnění.

## Galerie

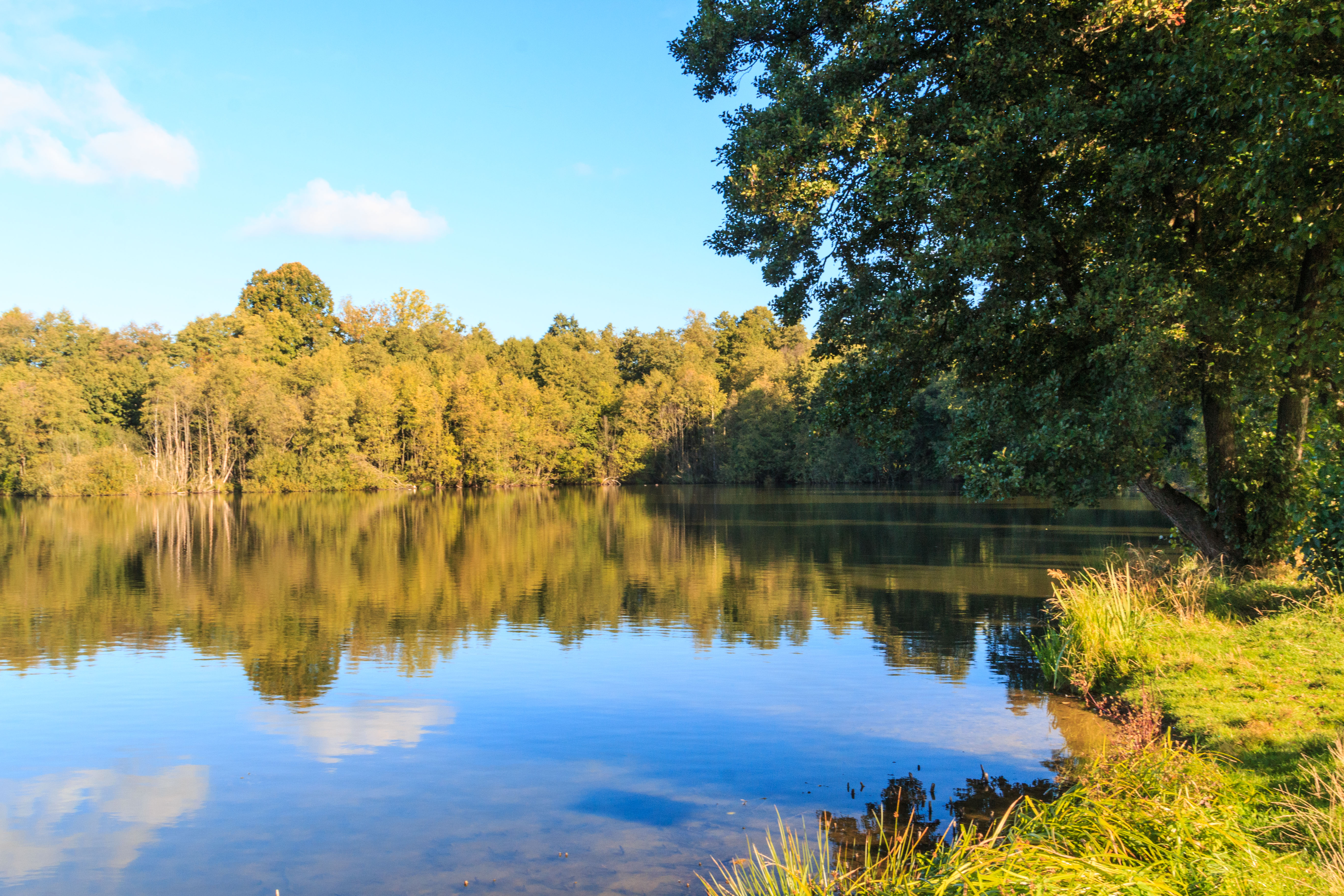
Pohled na Markvartický rybník
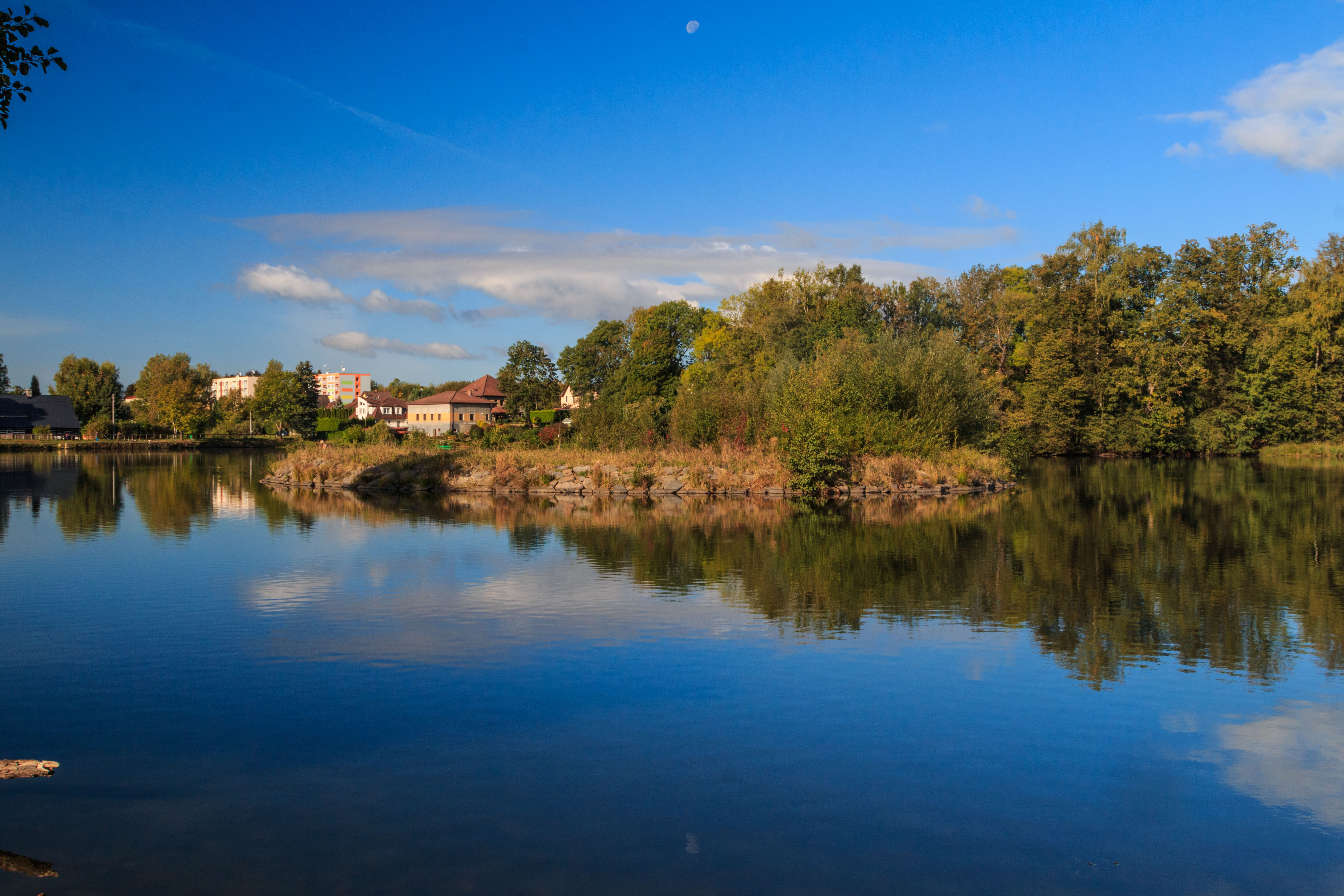
Pohled na Markvartický rybník
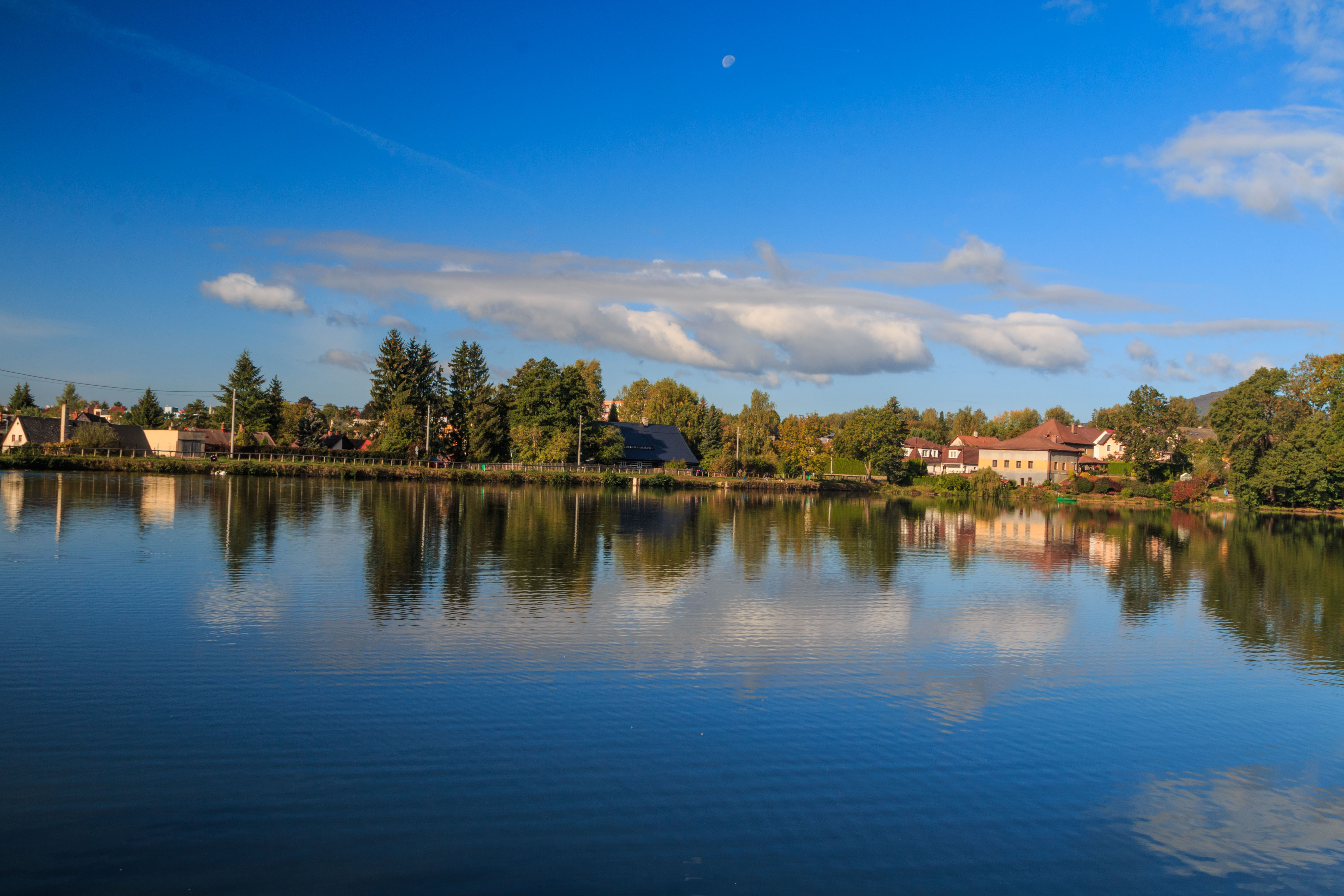
Pohled na Markvartický rybník
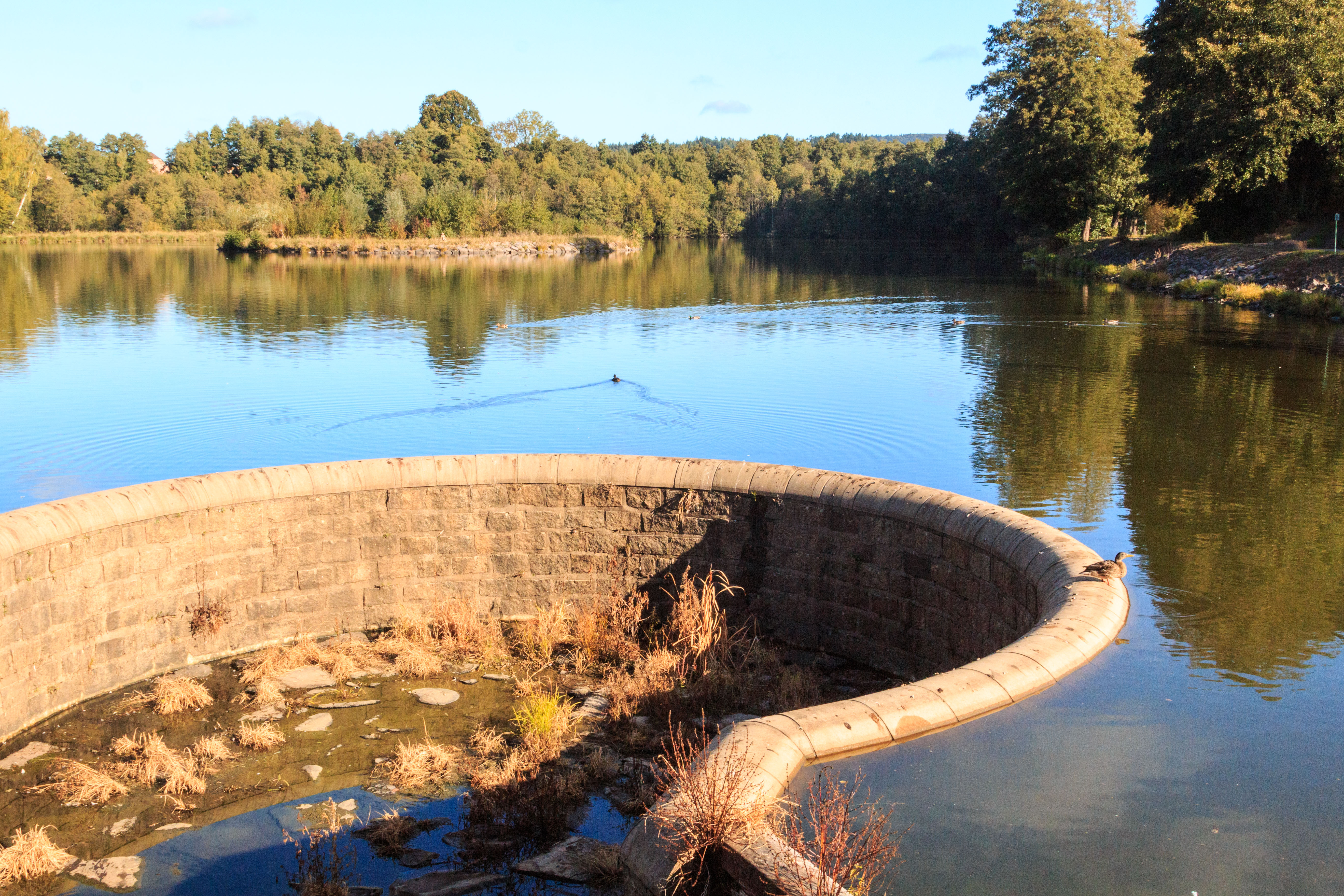
Pohled na Markvartický rybník